# Jens ter Laak
Pour les articles homonymes, voir Laak.
Jens ter Laak est un patineur artistique allemand, médaillé de bronze aux championnats d'Allemagne de 1997.

## Biographie

### Carrière sportive
Originaire de Krefeld, Jens ter Laak est médaillé de bronze aux championnats d'Allemagne de 1997, derrière ses compatriotes Andrejs Vlascenko et Michael Hopfes.
Il représente son pays à plusieurs compétitions internationales dont un mondial junior (1995 à Budapest), deux coupes d'Allemagne, un trophée de France, une coupe de Russie et un Skate America. Il ne participe jamais ni aux championnats d’Europe ni aux championnats du monde seniors ni aux Jeux olympiques d'hiver.
Il arrête les compétitions sportives après les championnats nationaux de 1998.

### Reconversion
Jens ter Laak est un spécialiste technique international pour l'Allemagne. Il est aussi entraîneur au Düsseldorfer Eislauf-Gemeinschaft Eiskunstlauf e.V. à Düsseldorf.

## Palmarès
| Compétition                   | 1994    | 1995    | 1996    | 1997    | 1998    |  |  |  |  |  |  |  |  |  |
| Jeux olympiques d'hiver       |         |         |         |         |         |  |  |  |  |  |  |  |  |  |
| Championnats du monde         |         |         |         |         |         |  |  |  |  |  |  |  |  |  |
| Championnats d’Europe         |         |         |         |         |         |  |  |  |  |  |  |  |  |  |
| Championnats d'Allemagne      | 5e      | 4e      | 6e      | 3e      | 5e      |  |  |  |  |  |  |  |  |  |
| Championnats du monde juniors |         | 9e      |         |         |         |  |  |  |  |  |  |  |  |  |
|                               |         |         |         |         |         |  |  |  |  |  |  |  |  |  |
| Grand Prix ISU                | 1993/94 | 1994/95 | 1995/96 | 1996/97 | 1997/98 |  |  |  |  |  |  |  |  |  |
| Skate America                 |         |         |         |         | 10e     |  |  |  |  |  |  |  |  |  |
| Coupe d'Allemagne             | 11e     |         |         | 9e      |         |  |  |  |  |  |  |  |  |  |
| Trophée de France             |         |         |         | 9e      |         |  |  |  |  |  |  |  |  |  |
| Coupe de Russie               |         |         |         |         | 8e      |  |  |  |  |  |  |  |  |  |
|                               |         |         |         |         |         |  |  |  |  |  |  |  |  |  |